# Aniëlle Webster
Aniëlle Webster, née en 1977 aux Pays-Bas, est une réalisatrice, productrice et scénariste néerlandaise.

## Filmographie
- 2009 : Laisser
- 2010 : Even
- 2011 : Tussendoor
- 2012 : Bowy is inside
- 2012 : Leven
- 2012 : Arigato
- 2014 : Celblok H (nl)
- 2014 : Dokter Tinus
- 2014 : Bluf
- 2015 : Flikken Maastricht
- 2015 : Kasper en de Kerstengelen
- 2016 : Project Orpheus
- 2016 : Eng
- 2016 : Huisvrouwen bestaan niet (nl)
- 2017 : Mees Kees (nl)
- 2017 : Huisvrouwen bestaan niet (nl)
- 2019 : Wat Is Dan Liefde (nl)